# Ubaldo Rodríguez
Ubaldo J. Rodríguez (ur. 24 grudnia 1957) – portorykański zapaśnik walczący w obu stylach. Olimpijczyk z Seulu 1988, gdzie odpadł w eliminacjach w kategorii 82 kg w stylu wolnym i klasycznym. Szósty w igrzyskach panamerykańskich i na mistrzostwach panamerykańskich w 1987. Brązowy medalista igrzysk Ameryki Środkowej i Karaibów w 1986 roku.